# Личные предпочтения
Личные предпочтения — романтический сериал 2010 года, снятый по мотивам одноимённой новеллы 2007 года, авторства Ли Се Ин. В главных ролях снялись Ли Мин Хо и Сон Йе Чжин. В центре истории оказываются непризнанная дизайнер мебели Пак Ге Ин (Сон Йе Чжин) и молодой, подающий большие надежды, архитектор Чжон Чжин Хо (Ли Мин Хо), которого главная героиня по ошибке приняла за гея. Сериал транслировался с 31 марта по 20 мая 2010 года по средам и четвергам в 21:55 на канале MBC.

### Сюжет
Пак Ге Ин (Сон Йе Чжин) дизайнер мебели, дочь знаменитого профессора по архитектуре. В свои двадцать с лишним лет она уже успела разработать собственную марку мебели, но её предприимчивости мешает одно — наивность. Главная героиня этакая добрая и отзывчивая неудачница, которой не везет ни в бизнесе, ни в любви. Она неряшлива, простодушна и, приближаясь уже к 30-летнему возрасту, так и осталась по-детски доверчивой.
Чжон Чжин Хо (Ли Мин Хо) молодой и талантливый архитектор, который как раз начал работу над новым проектом, от которого зависит его будущее и будущее его фирмы.
Из-за некоторых обстоятельств Ге Ин считает Чжин Хо геем и молодой человек не стал переубеждать её в этом. Ему нужно раскрыть профессиональные тайны отца Ге Ин и для этого главному герою нужно поселиться в доме девушки на длительное время. Но Ге Ин не из тех, кто просто так впустит в свою девичью обитель незнакомого мужчину. А вот друг-гей — это совершенно другое дело.

### Главные роли
- Ли Мин Хо — Чжон Чжин Хо
- Сон Е Чжин — Пак Ге Ин

### Второстепенные роли
- Ким Чжи Сок — Хан Чхан Рель (бывший бойфренд Ге Ин и соперник Чжин Хо)
- Ван Чжи Хе — Ким Ин Хи (бывшая подруга Ге Ин, которая отбила у неё Чхан Реля и собирается выйти за него замуж, но потом ей начинает нравиться Чжин Хо и она хочет украсть у главной героини и его)
- Им Сыль Он — Ким Тэ Хун (работник фирмы Чжин Хо, влюблен в На Хе Ми)
- Чхве Ын Со — На Хе Ми (подруга детства главного героя, которая давно влюблена в него)
- Чо Ын Джи — Ли Ян Сан (лучшая подруга Ге Ин)
- Чон Сон Хва — Но Сан Чжун (ассистент Чжин Хо)
- Чан Вон Ён — секретарь Ким
- Пак Хэ Ми — Чжон Чжан Ми (мама Чжин Хо)
- Ан Сок Хван — Хан Юн Суб (отец Чхан Реля, у которого тот работал на фирме)
- Кан Син Иль — Пак Чуль Хан (отец главной героини, знаменитый архитектор)

### Рейтинги[4]
| Эпизод №        | Дата            | TNmS по стране | TNmS по Сеулу | AGB Nielsen по стране | AGB Nielsen по Сеулу |
| --------------- | --------------- | -------------- | ------------- | --------------------- | -------------------- |
| 1               | 31 марта 2010   | 12.7 %         | 13.7 %        | 12.5 %                | 13.8 %               |
| 2               | 1 апреля 2010   | 11.4%          | 11.9%         | 12.5 %                | 14.2 %               |
| 3               | 7 апреля 2010   | 12.9 %         | 14.5 %        | 11.5 %                | 13.0 %               |
| 4               | 8 апреля 2010   | 12.8 %         | 14.0 %        | 10.9 %                | 12.7 %               |
| 5               | 14 апреля 2010  | 13.0 %         | 14.3 %        | 11.8 %                | 13.6 %               |
| 6               | 15 апреля 2010  | 12.2 %         | 13.1 %        | 11.1 %                | 12.7 %               |
| 7               | 21 апреля 2010  | 13.6 %         | 15.1 %        | 11.6 %                | 14.0 %               |
| 8               | 22 апреля 2010  | 13.0 %         | 13.9 %        | 11.9 %                | 13.2 %               |
| 9               | 28 апреля 2010  | 14.2 %         | 15.8 %        | 13.1%                 | 15.1%                |
| 10              | 29 апреля 2010  | 13.9 %         | 15.0 %        | 12.1 %                | 13.7 %               |
| 11              | 5 мая 2010      | 16.2%          | 17.6%         | 12.6 %                | 14.4 %               |
| 12              | 6 мая 2010      | 14.3 %         | 15.8 %        | 12.3 %                | 14.0 %               |
| 13              | 12 мая 2010     | 12.1 %         | 13.1 %        | 10.9 %                | 12.6 %               |
| 14              | 13 мая 2010     | 13.2 %         | 14.3 %        | 10.2%                 | 11.8%                |
| 15              | 19 мая 2010     | 12.4 %         | 13.0 %        | 10.7 %                | 12.1 %               |
| 16              | 20 мая 2010     | 14.3 %         | 14.9 %        | 11.1 %                | 12.4 %               |
| Средний рейтинг | Средний рейтинг | 13.3 %         | 14.4 %        | 11.7 %                | 13.3 %               |

## Награды
- 2010 MBC Drama Awards: Премия превосходства — Ли Мин Хо[5][6]
- 2010 GyaO! Awards (Япония) Самая популярная иностранная драма